# Karola Sube
Karola Sube född den 28 april 1964 i Bautzen, Tyskland, är en östtysk gymnast.
Hon tog OS-brons i lagmångkampen i samband med de olympiska gymnastiktävlingarna 1980 i Moskva.